# Jimmy Bryant
Ivy John Bryant Jr. (Moultrie, Georgia, 5 de marzo, de 1925) conocido como Jimmy Bryant, fue un guitarrista de música country estadounidense.

## Biografía
Bryant nació en Moultrie, Georgia, el mayor de 12 hijos. Durante la Gran Depresión, tocaba su violín en las esquinas de las calles para ayudar a la familia a comprar comida, impulsado por su padre.
Jimmy conoció al guitarrista de jazz estadounidense Tony Mottola mientras se recuperaba en Washington D. C. de las heridas sufridas durante la Segunda Guerra Mundial.
Tony lo animó a tocar la guitarra y Jimmy comenzó a trabajar seriamente en su forma de tocar la guitarra, fuertemente influenciado por Django Reinhardt. Después de la guerra, regresó a Moultrie, luego se mudó al condado de Los Ángeles, donde trabajó en películas occidentales y tocó música en bares alrededor de Skid Row de Los Ángeles, donde conoció al pionero guitarrista de pedales Speedy West. West, quien se unió al popular programa de radio y televisión local Hometown Jamboree de Cliffie Stone, sugirió que se contratara a Bryant cuando el guitarrista original del programa se fuera. Esto le dio a Bryant acceso a Capitol Records ya que Stone era un artista y cazatalentos de Capitol.
En 1950, Tex Williams escuchó el estilo de Bryant y lo usó en su grabación de "Wild Card". Además, Bryant y West tocaron en el éxito de Tennessee Ernie Ford-Kay Starr "I'll Never Be Free", lo que llevó a que ambos firmaran con Capitol como instrumentistas. Bryant y West se convirtieron en un equipo y trabajaron mucho entre ellos.
Bryant era un músico con el que era difícil trabajar. En 1955 abandonó Hometown Jamboree (manteniendo su amistad con West) y tras varias peleas con su productor de Capitol Ken Nelson, el sello lo dejó caer en 1956.
En 1957, Jimmy Bryant formó parte de uno de los primeros programas de televisión integrados con la popular estrella de radio y televisión Jimmie Jackson, quien presentó el programa junto con el violinista y estrella del jazz negro, Stuff Smith, y el percusionista y estrella del jazz negro, George Jenkins. Continuó trabajando en Los Ángeles y, a principios de la década de 1960, él y su trío aparecieron en la película de Coleman Francis The Skydivers.
Durante la década de 1960 se pasó a la producción musical. Waylon Jennings hizo un éxito de su canción "Only Daddy That'll Walk the Line". También se le puede escuchar tocando el violín en "Sweet Young Thing" de The Monkees.
En 1978, con una salud en declive, Bryant se enteró de que tenía cáncer de pulmón; era un gran fumador. Dio su última actuación en agosto de 1979 en el Palomino Club en North Hollywood antes de regresar a su ciudad natal en Georgia.
Murió en Moultrie en septiembre de 1980 a los 55 años.